# First Special Service Force
De First Special Service Force (ook wel The Devil's Brigade, The Black Devils, The Black Devil's Brigade en Freddie's Freighters), was een Amerikaans-Canadese speciale eenheid in de Tweede Wereldoorlog, onder het Amerikaanse vijfde leger.
De eenheid werd opgericht in 1942 en getraind bij Fort William Henry Harrison nabij Helena, Montana, in de Verenigde Staten. Het vocht op de Aleoeten, in Italië en Zuid-Frankrijk voordat het ontbonden werd in december 1944.